# Dublin
För andra betydelser, se Dublin (olika betydelser).
Dublin (IPA: [dʌblɪn], [dʊblɪn] eller [dʊbəlɪn]; iriska: Baile Átha Cliath, IPA: [bˠalʲə a:ha klʲiəh] eller [bˠɫaː cliə(ɸ)]) är den största staden på Irland och huvudstad i Republiken Irland. Den är belägen nära mittpunkten på Irlands östkust vid mynningen av floden Liffey och i mitten av grevskapet Dublin. Dublin grundades som en vikingabosättning och har varit Irlands viktigaste stad sedan medeltiden. Idag är Dublin Irlands ekonomiska, administrativa och kulturella huvudstad, och är en av Europas snabbast växande huvudstäder.
Vid en intervju 2003 gjord av BBC tillfrågades 11 200 invånare i 112 stads- och jordbrukssamhällen om vilken som var den bästa huvudstaden. Dublin röstades fram som den bästa huvudstaden i Europa att bo i, och Irland som det bästa landet i Europa.

## Etymologi

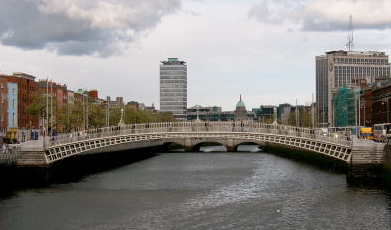
Dublins Ha'penny Bridge över River Liffey.

Namnet Dublin är en hiberno-engelsk avledning på Dubh Linn (iriska, dubh → svart, och linn → göl). Namnet betyder 'dygölen'.
Historiskt vid användandet av det iriska skriftsystemet skrevs 'bh' med en prick över 'b'; 'Duḃ Linn' eller 'Duḃlinn'. De fransktalande normanderna hoppade över pricken och stavade namnet som 'Develyn' eller 'Dublin'.
Vissa källor hävdar något annat och påstår att 'Dublin' har skandinaviskt ursprung (isländska: djúp lind) (djup sjö). Namnet 'Dubh Linn' förekommer dock långt innan vikingarna kom till Irland, och det fornnordiska (och på modern isländska) namnet för Dublin är förenklat orden 'Dubh Linn' omstavat till fornnordiska: 'Dyflinn' (korrekt uttalat "Dyv-linn" — bokstaven 'y' uttalas som i svenskan även på fornnordiska. Isländskan har bevarat stavningen med 'y', men vokalen har i uttalet övergått till /i/).
Det iriska namnet på staden, Baile Átha Cliath ('Byn vid vadstället'), refererar till den bosättning som gjordes 988 av storkungen Mael Sechnaill II. Platsen låg vid Black Pool nära Dubh Linn. Det förefaller som båtresande vikingar och normander ansåg att vattnet var tillräckligt djupt för båtar, medan gaelisktalande såg platsen som ett vadställe över en stor flod.
Den första bosättningen fanns vid River Poddle, en biflod till Liffey, öster om Christchurch, i ett område kallat Wood Quay. Vikingarna valde denna plats, eftersom storkungen väntades anfalla från nordsidan av Liffey. Poddle fylldes igen under tidigt 1800-tal då staden växte.

## Historia
Anteckningar av den grekiska astronomen och kartritaren Klaudios Ptolemaios ger kanske den tidigaste referensen till människor i området som idag kallas Dublin. Omkring 140 e.Kr. refererade han till en boplats han kallade Eblana Civitas. Samhället 'Dubh Linn' kan troligtvis dateras så långt bakåt i tiden som till det första århundradet före Kristus. Senare byggdes också ett kloster här, trots att samhället grundades först runt 841 av nordmän.
En förnyad bosättning gjordes av vikingar 917, vars ättlingar underkastade sig normanderna åren kring 1170 och förpassades till Oxmantown (tidigare Ostmenstown), norr om floden Liffey. Vikingarna kallade orten Dyflinn. 
'Baile Átha Cliath' eller förenklat 'Áth Cliath' grundades 988 och de två städerna sammanfogades senare till en.
Den moderna staden har kvar sitt angliserade iriska namn av det tidigare och det ursprungliga iriska namnet av det senare. Efter normandernas invasion av Irland blev Dublin centrum för såväl militär och rättslig makt på Normandiska Irland, med mycket makt centrerad kring Dublin Castle fram tills självständigheten. Från 1300-talet och till slutet av 1600-talet utgjorde Dublin och det närliggande området, känt som the Pale, det största området på Irland under regeringens kontroll. Parlamentet låg i Drogheda under flera århundraden, men flyttades permanent till Dublin efter Henrik VII besegrade grevskapet Kildare 1504.

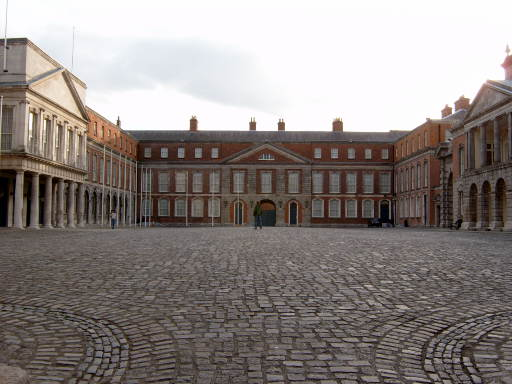
Dublin Castle, säte för Lord Lieutenant och hans domstol till 1922.

Dublin hade också lokal stadsadministration via sin styrelse från medeltiden. Denna representerade stadens gillebaserade oligarki tills den gjordes om under 1840-talet på ökade demokratiska regler.
Från 1600-talet utvecklades staden snabbt med hjälp av Wide Streets Commission. Georgianska Dublin var, under en kort tid, den näst största staden i det brittiska imperiet efter London. Stora delar av Dublins mest kända arkitektur kommer från denna tid. Guinnessbryggeriet etablerades också detta under denna tid. 1800-talet var en nedgångsperiod på grund av den industriella tillväxten i Belfast; runt 1900 var invånarantalet i Belfast nästan dubbelt så stort.  Medan Belfast var välmående och industriellt hade Dublin blivit en stad av elände och klasskillnader, byggd på kvarlevor av storhetsvansinne, som bäst beskrivs i romanen 'Strumpet City' av James Plunkett, och i texter av Sean O'Casey. Dublin var fortfarande det primära centrumet för administration och transport för nästan hela Irland, trots att staden helt missat den industriella revolutionen. 
Påskupproret 1916 inträffade i stadens centrum, vilket medförde fysisk förstörelse. Irländska frihetskriget och irländska inbördeskriget bidrog med mer förstörelse och förstörde flera av stadens främsta byggnader. Irländska fristaten återställde många av byggnaderna och flyttade parlamentet till Leinster House. Ironiskt nog har detta gjort att staden varit ett perfekt ideal för historisk filmproduktion, med flera produktioner som The Blue Max och Min vänstra fot, som visar stadslandskapet under denna tid. Detta har blivit grunden för den senaste framgången inom filmskapandet. 
Med ökad framgång har modern arkitektur introducerats till staden, trots att en vital kampanj startade parallellt för att återskapa den georgianska storheten på Dublins gator, istället för att låta det gå till spillo. Sedan 1995 har Dublins stadslandskap förändrats helt, med enorma privata och statliga bebyggelser, transport och affärsverksamheter. Några välkända gathörn i Dublin är fortfarande namngivna efter pubar och affärer som låg där innan nedstängning eller renovering.

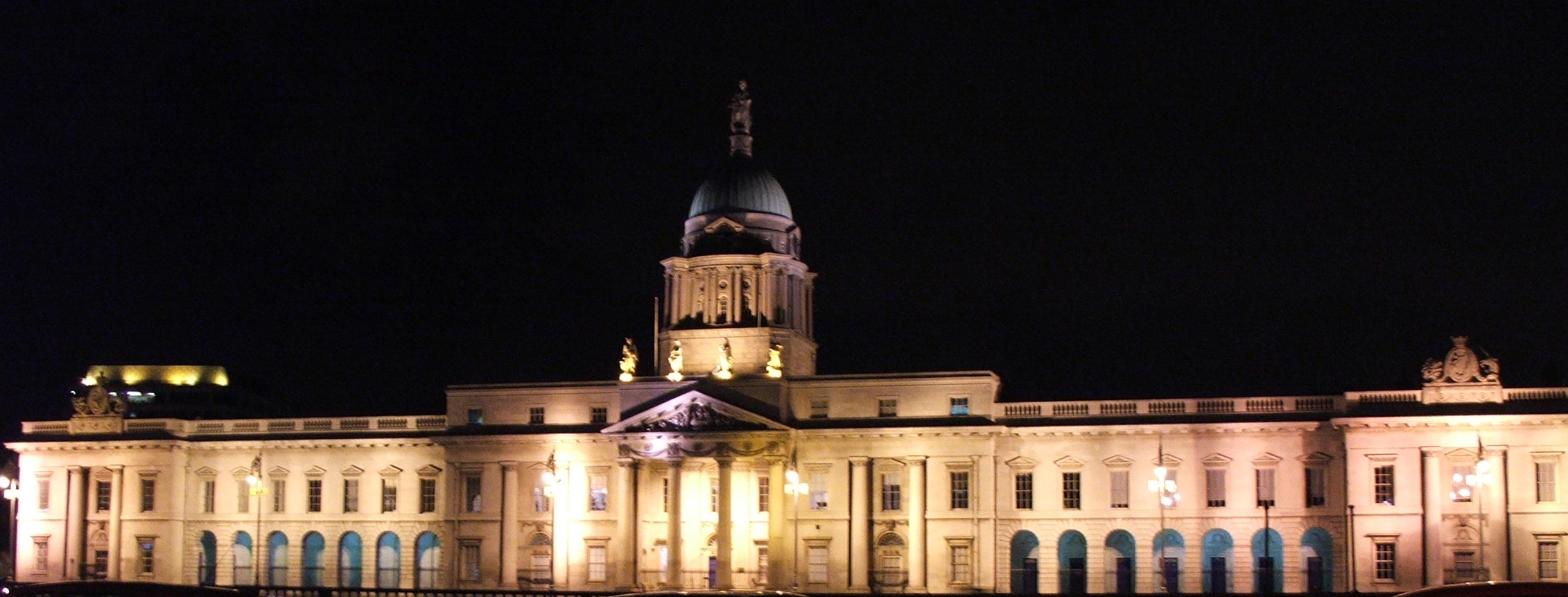
Custom House brändes ner under inbördeskriget, men har återuppbyggts.

Sedan början av anglo-normandiskt styre under 1100-talet har staden fungerat som huvudstad på ön Irland under flera olika geografiska indelningar:
- Herredömet Irland (1171–1541)
- Kungariket Irland (1541–1800)
- ön som del av Storbritannien (1801–1922)
- Irländska republiken (1919–1922),[7]

Från 1922, efter delningen av Irland, var Dublin huvudstad i Irländska fristaten (1922–1949) och är idag huvudstad i Republiken Irland.

## Geografi

### Klimat

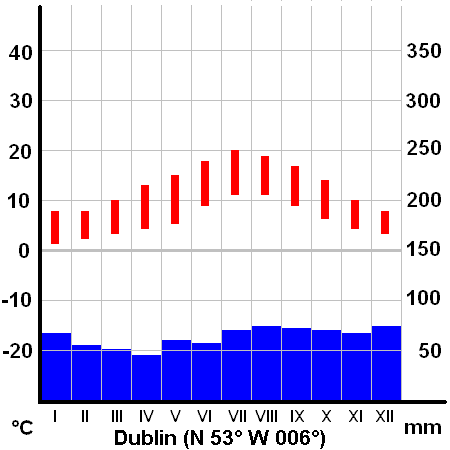
Medeltemperatur (rött) och nederbörd (blått) i Dublin.

Dublin har ett maritimt tempererat klimat karaktäriserat av milda vintrar, lugna somrar och utan extrema temperaturer. Dublin har inte lika mycket nederbörd som västra Irland, som kan få upp mot dubbelt så mycket som Dublin. Staden har färre regndagar än medelvärdet för London. Övre medeltemperaturen under januari månad är 8 °C, och i juli 20 °C. De soligaste månaderna är maj och juni. De blötaste månaderna är december och augusti, med 74 mm regn. Den torraste månaden är april med 45 mm. Det totala nederbördsmedelvärdet per år är 762 mm, lägre än Sydney, New York och även Dallas. Trots Dublins höga latitud har den långa sommardagar (omkring 19 timmar dagsljus) och korta vinterdagar (så korta som 9 timmar). Som övriga Irland är Dublin relativt säker från naturkatastrofer som tornados, orkaner, jordbävningar och tsunamis.
Starka vindar från det atlantiska stormsystemet kan drabba Dublin, trots att det är ovanligare i Dublin än andra delar av Irland. Vindstormar är vanligare under midvintern, men kan inträffa året om, främst mellan oktober och februari. Under en av de stormigaste perioderna under senare tid registrerades ett vinddrag på 151 km/h vid Casement Aerodrome den 24 december 1997.
Som storstad på en ö kan Dublin ha några grader varmare än andra områden i landet. Det finns också en viss temperaturskillnad mellan innerstaden och stadens förorter, där stadens centrum är något varmare på grund av bebyggelsen. Det finns också skillnader mellan stadscentrumet och flygplatsen, som ligger endast 12 kilometer norr om staden.
Staden är inte känd för några extrema temperaturer, för att den har så milt klimat. De kallaste månaderna är december, januari och februari. Temperaturerna under senare år har ökat och i juli 2006 uppmättes temperaturen av 31 °C i Dublin, över 11 °C varmare än medelvärdet. Värmeböljor i staden inkluderar de två åren 2003 och 2006.
Den vanligaste nederbörden under vintern är regn. Staden kan få snö under månaderna november till april, men oftast kommer endast nysnö som inte stannar kvar på marken (endast omkring 4-5 dagar har fast snö). Hageloväder inträffar oftare än snö, och är främst förekommande under vintern och våren. Andra sällsynta vädertyper är åska och blixtar, främst under sommaren.
| Månad           | Jan          | Feb          | Mar         | Apr          | Maj          | Jun          | Jul          | Aug          | Sep          | Okt          | Nov          | Dec          | År 2005-2006   |
| --------------- | ------------ | ------------ | ----------- | ------------ | ------------ | ------------ | ------------ | ------------ | ------------ | ------------ | ------------ | ------------ | -------------- |
| Högsta medel    | 8°C (46°F)   | 8°C (46°F)   | 10°C (50°F) | 13°C (55°F)  | 15°C (59°F)  | 18°C (64°F)  | 20°C (68°F)  | 19°C (66°F)  | 17°C (63°F)  | 14°C (57°F)  | 10°C (50°F)  | 8°C (46°F)   | 13°C (56°F)    |
| Lägsta medel    | 1°C (34°F)   | 2°C (36°F)   | 3°C (37°F)  | 4°C (39°F)   | 6°C (43°F)   | 9°C (48°F)   | 11°C (52°F)  | 11°C (52°F)  | 9°C (48°F)   | 6°C (43°F)   | 4°C (39°F)   | 3°C (37°F)   | 6°C (42°F)     |
| Total nederbörd | 67 mm (2.6") | 55 mm (2.1") | 51 mm (2")  | 45 mm (1.7") | 60 mm (2.3") | 57 mm (2.2") | 70 mm (2.7") | 74 mm (2.9") | 72 mm (2.8") | 70 mm (2.7") | 67 mm (2.6") | 74 mm (2.9") | 762 mm (29.5") |

## Politik

### Staden

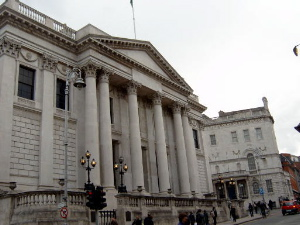
Dublin City Hall, tidigare Royal Exchange.

Staden Dublin styrs av Dublin City Council (tidigare kallat Dublin Corporation), vilken leds av Lord Mayor of Dublin, som väljs årligen och bor i Mansion House. Dublin City Council är baserat i två huvudbyggnader. Councilmötena sker i huvudkvarteret vid Dublin City Hall som det tidigare Royal Exchange tog över för användning av stadsstyre under 1850-talet. Flera av de administrativa anställda är baserade i kontroversiella Civic Offices på Wood Quay.
City Council är en enkammarförsamling med 52 medlemmar som väljs vart fjärde år från de lokala valkretsarna. Det partiet med majoriteten av platserna väljer vilka som ska sitta i vilken kommitté, vilka policyer som ska följas och vem som blir Lord Mayor. Lett av Lord Mayorn får regeringen en årlig budget till att spendera på byggnader, trafikunderhåll etc.

### Nationellt

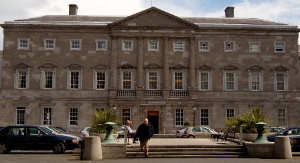
Leinster House, palats från 1700-talet som idag fungerar som säte för parlamentet för både Dáil och Seanad.

Det nationella parlamentet i Republiken Irland, Oireachtas, består av presidenten och två hus, Dáil Éireann och Seanad Éireann (senaten). Alla tre är baserade i Dublin. Presidenten bor i Áras an Uachtaráin, den tidigare residensen för generalguvernören för den irländska fristaten i stadens största park, Phoenixparken. Båda husen i Oireachtas träffas i Leinster House, ett tidigare palats i södra Dublin. Byggnaden har varit hem för parlamentet sedan grundandet av Irländska fristaten den 6 december 1922.

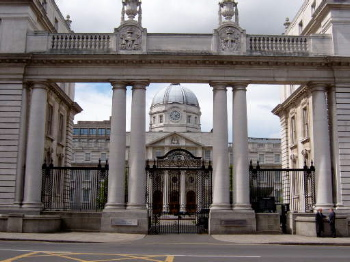
Government Buildings, tidigare Royal College of Science.

Den irländska regeringen är baserad i Government Buildings, en stor byggnad designad av Sir Aston Webb, samma arkitekt som står bakom den edwardiska fasaden till Buckingham Palace och Royal College of Science. Under 1921 träffades också House of Commons of Southern Ireland här. Med sin belägenhet bredvid Leinster House tog den irländska fristaten över delar av byggnaden för att använda det som tillfälliga hem för ministrarna. Både det och Leinster House var menat att vara tillfälliga hem för parlamentet, men blev permanenta.
Det gamla Irish Houses of Parliament från Kungariket Irland ligger i College Green.

## Ekonomi och infrastruktur
Dublin har varit i centrum för Irlands ekonomiska tillväxt under de senaste 10-15 åren, en period som kallas för keltiska tigern. Levnadsstandarden i staden har ökat dramatiskt, trots att kostnaderna också ökat. Dublin är idag världens 16:e dyraste stad (8:e dyraste i Europa, inklusive ryska städer). Staden har de fjärde högsta lönerna i världen, mer än både New York och London, dock efter Zürich, Genève och Oslo.
Historiskt sett är bryggeriindustrin den mest kända i staden: Guinness har bryggts i St. Jame's Gate Brewery sedan 1759. Sedan den keltiska tigertiden har flera globala medicinföretag, kommunikationsföretag och andra företag etablerat sig i Dublin som Microsoft, Google, Amazon.com, PayPal, Yahoo!, Facebook, LinkedIn och Pfizer. De har alla europeiska huvudkontor eller operationsbaser i staden och dess förorter. Intel och Hewlett-Packard har stora fabriker i Leixlip, Kildare, 15 kilometer väster om Dublin.
Banker, finans och handel är också viktigt för staden — IFSC har hand om över en biljon euro varje år. Flera internationella firmor har etablerat stora huvudkontor i staden, bland annat Citibank och Commerzbank. Irish Stock Exchange (ISEQ) är också baserad i Dublin likt Internet Neutral Exchange (INEX) och Irish Enterprise Exchange (IEX).
De ekonomiska framgångsåren har påverkat konstruktionsindustrin starkt, vilken nu också är en stor arbetsgivare, främst bland invandrare. Renovering sker på flera ställen, bland annat Dublin Docklands, Spencer Dock och andra industriområden i stadsområdet. Dublin City Council har nu också släppt lite på gränserna för hur höga byggnader man får bygga. Den högsta byggnaden, Liberty Hall, är endast 59,4 meter hög; och under konstruktion är nu Heuston Gate, ett 117 meter högt hus (134 meter med spira). Det 120 meter höga Britain Quay Tower och 120 meter höga Point Village Watchtower har också fått byggnadstillstånd och konstruktion har påbörjats på det sistnämnda. U2 Tower kommer att bli den högsta byggnaden på ön då det färdigställs.
2005 var 800 000 människor anställda i Greater Dublin Area av vilka 600 000 var anställda inom servicesektorn och 200 000 inom den industriella sektorn.
Den ekonomiska tillväxten förväntas saktas ner under kommande år, där Irlands centralbank förespår en siffra på 3–5%. Trots nedgången är staden starkare ekonomiskt än flera andra välmående länder.

### Transporter

#### Vägnät
Dublin är knutpunkt för Irlands vägar. Motorväg M50 (som också är den mest trafikerade på Irland) är en halv ringväg som löper söder, väst och norr om staden och kopplar ihop de viktigaste vägarna i landet. 2007 infördes en tullavgift på € 1,90 på det som kallas West-Link.
För att färdigställa ringvägen föreslås också en infart i östra Dublin. Den första halvan av projektet är Dublin Port Tunnel som öppnade 2006 och används idag främst av tyngre fordon.

#### Bussar

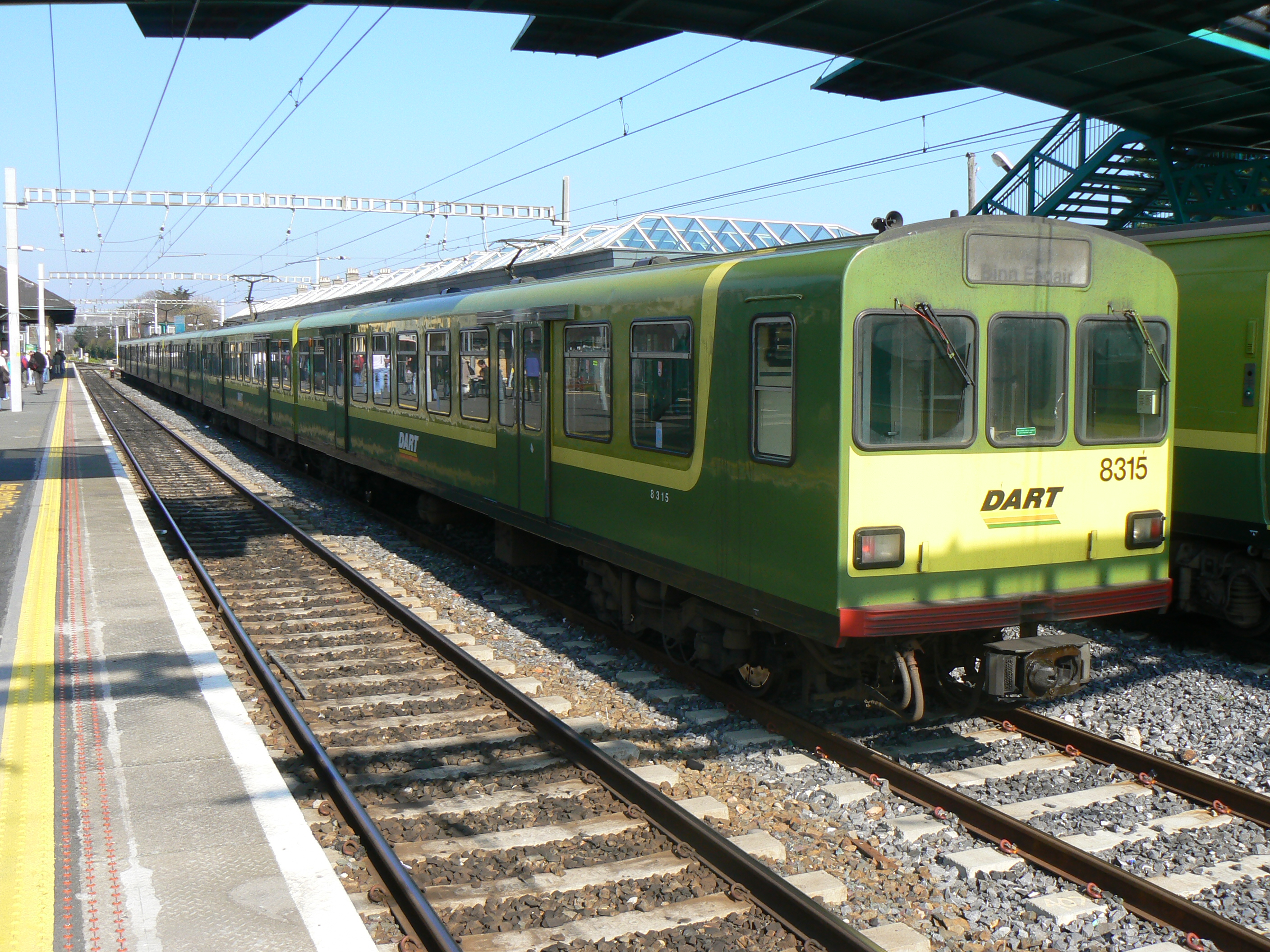
Ett DART-tåg som utgör en del av Dublins pendeltågtrafik.

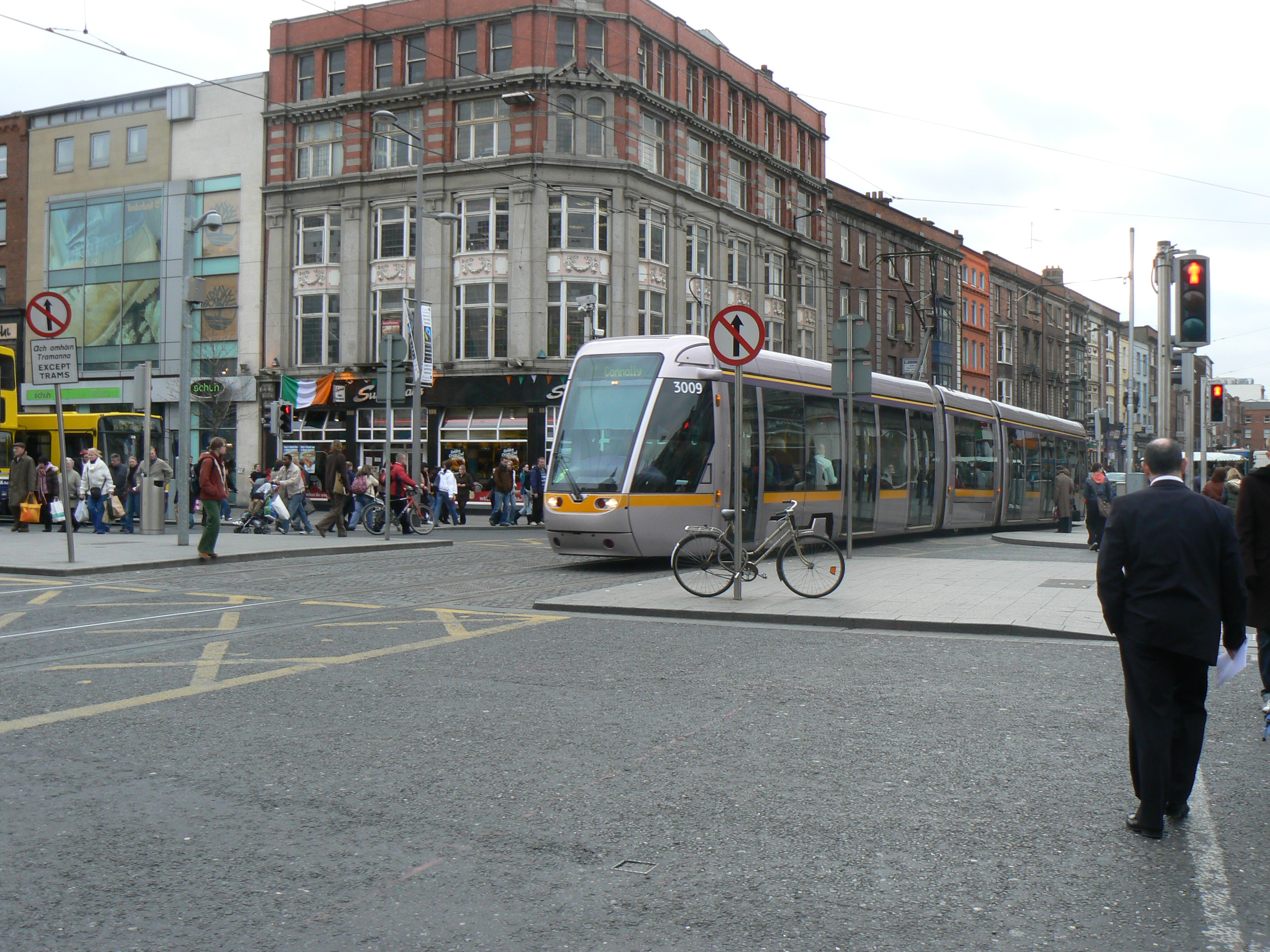
Luas.

Kollektivtrafiken i Dublin med bussar sköts av Bus Átha Cliath (Dublin Bus) men även ett antal mindre och privata bussbolag finns också.

#### Pendeltåg
Dublin Suburban Rail-nätverket är ett system med fem järnvägslinjer som bedriver pendeltågtrafik i Greater Dublin Area, trots att några tåg också går längre till pendelstäder som Drogheda. En av dessa är en elektrifierad linje som löper längs Dublinviken och kallas Dublin Area Rapid Transit (DART).

#### Spårvägar
I Dublin finns ett snabbspårväg/spårvagnsnätverk kallat Luas. Systemet öppnade 2004 och har visat sig populärt i de (begränsade) områden där linjerna finns, trots att avsaknaden av en sammankoppling mellan de två linjerna har fått stark kritik. Fem nya linjer planeras, två nya linjer planeras startas upp 2012 och den sista 2014.[uppföljning saknas]

#### Tunnelbana
Den irländska regeringen kom med ett förslag till tunnelbana 2005. Det godkändes för planering 2010, men lades på is nästa år på grund av den ekonomiska krisen. 2018 återupptogs planeringen, enligt vilken arbetena på tunnelbanan, kallad MetroLink, skall påbörjas 2021 och avslutas 2027. Den kommer att gå ovan jord från Estuary i norra Dublin till Dublins flygplats, varifrån den kommer att fortsätta i tunnel under stadens centrum till förorten Broombridge med anslutning till spårvägslinjen Luas. Metron kommer att vara 26 km lång och beräknas kosta 3 miljarder euro.

#### Luftfart och båttransporter
I och med att Dublin är centrum för Irlands transportsystem är Dublin Port landets mest använda hamn och Dublin Airport den viktigaste flygplatsen på ön.

## Demografi

### Stad och storstadsområde
Dublins stadsgräns utgörs av Dublin City, som administreras av Dublin City Council och är på ungefär samma administrativa nivå som landets grevskap. Dublins storstadsområde, Greater Dublin Area, omfattar förortsområden som sträcker sig in i de angränsande grevskapen Dun Laoghaire-Rathdown, Fingal och South Dublin. 
| Område              | Invånarantal 28 april 2002 | Invånarantal 23 april 2006 |
| ------------------- | -------------------------- | -------------------------- |
| Dublin City         | 495 781                    | 506 211                    |
| Förorter            | 508 833                    | 539 558                    |
| GREATER DUBLIN AREA | 1 004 614                  | 1 045 769                  |

### Region

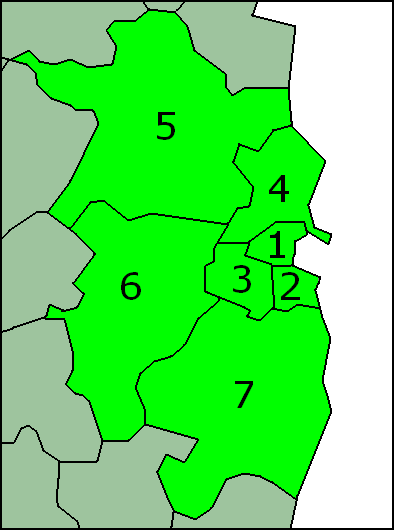
Dublinregionen, med (1) Dublin City, (2) Dún Laoghaire-Rathdown, (3) South Dublin, (4) Fingal, (5) Meath, (6) Kildare, samt (7) Wicklow

Dublinregionen utgörs av staden Dublin med närmast omgivande grevskap, samt grevskapen Kildare, Meath och Wicklow. Hela regionen har 1 662 536 invånare (2006). Regionens befolkning ökar fort, och förväntas ha omkring 2,1 miljoner invånare runt 2021. Idag bor omkring 40% av befolkningen på Irland inom en radie på 100 kilometer från Dublin.
| Stad/Grevskap          | Invånarantal 28 april 2002 | Invånarantal 23 april 2006 |
| ---------------------- | -------------------------- | -------------------------- |
| Dublin City            | 495 781                    | 506 211                    |
| Dún Laoghaire-Rathdown | 191 792                    | 194 038                    |
| Fingal                 | 196 413                    | 239 992                    |
| South Dublin           | 238 835                    | 246 935                    |
| Kildare                | 163 944                    | 186 335                    |
| Meath                  | 134 005                    | 162 831                    |
| Wicklow                | 114 676                    | 126 194                    |
| TOTALT                 | 1 535 446                  | 1 662 536                  |

### Utbildning

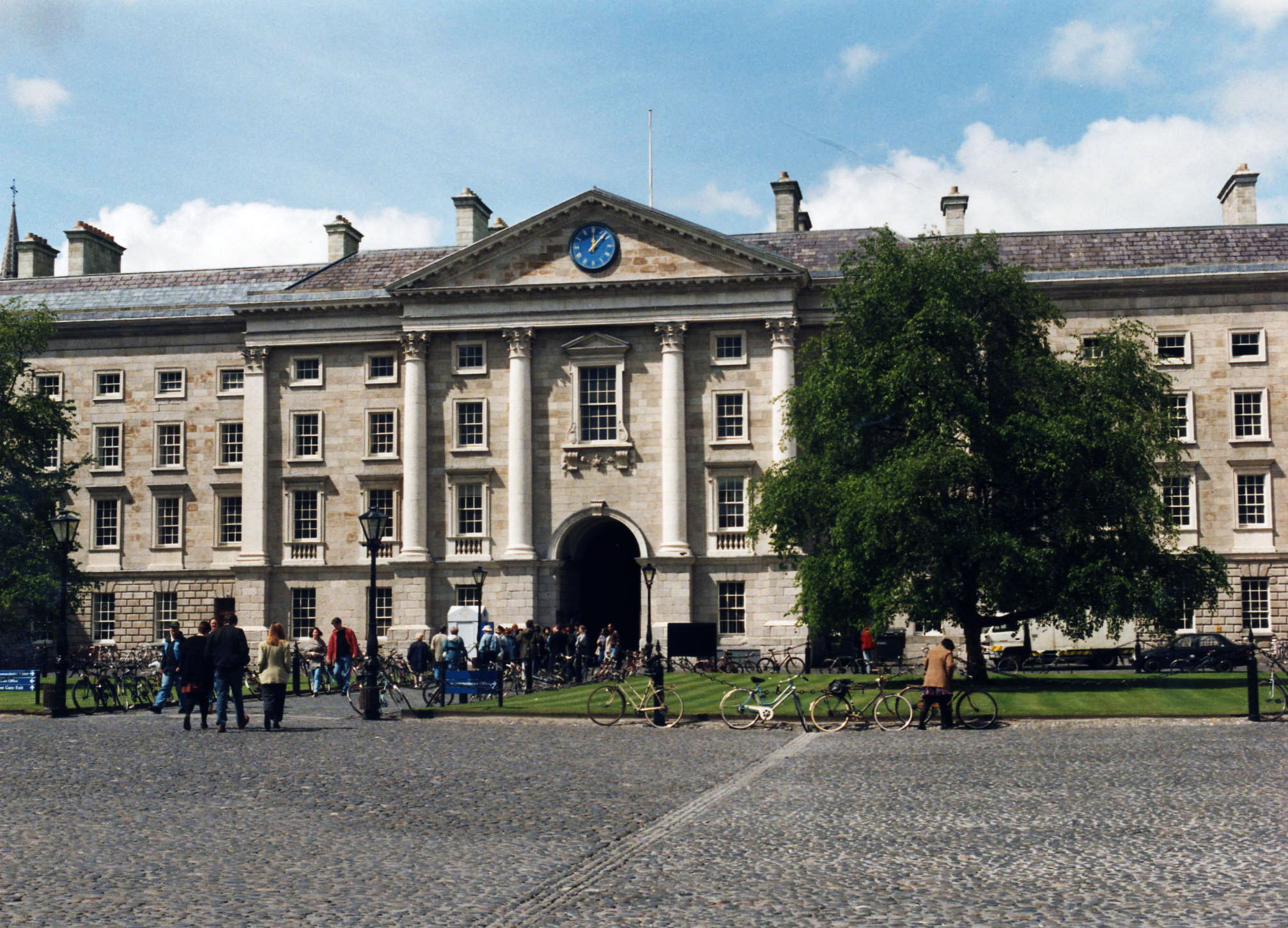
Trinity College, Dublin.

Dublin är Irlands främsta utbildningsstad med tre universitet och flera andra högre utbildningsinstitutioner. Det finns 20 tredjenivåinstitutioner i staden. University of Dublin är det äldsta universitetet på Irland och grundades under 1500-talet. Trinity College grundades med ett Royal Charter under Elizabeth I och stängdes för katoliker till katolska emanicipationen; den katolska hierarkin förbjöd senare romersk-katolska att studera där till 1970. National University of Ireland har sitt säte i Dublin, vilken också är plats för University College Dublin (UCD), det största universitetet på Irland; trots att det ligger i Dun Laoghaire-Rathdown, strax utanför stadsgränsen. Dublin City University (DCU) är det nyaste universitetet och specialiserar sig på affärer, forskning och ingenjörsteknik, främst med anknytning till det industriella Dublin. Royal College of Surgeons in Ireland (RCSI) är en läkarskola under ledning av NUI. Skolan ligger vid St. Stephen's Green i stadens centrum. National University of Ireland, Maynooth är en annan del av NUI, ligger i det angränsande grevskapet Kildare, omkring 25 kilometer från Dublin centrum.
Dublin Institute of Technology (DIT) är en modern teknisk högskola och är landets största icke-universitets tredjenivåinstitution; den specialiserar sig på tekniska ämnen men erbjuder också flera konst- och humaniorakurser. Skolan ska dessutom flytta in i nya campus i Grangegorman. Två förorter till Dublin, Tallaght och Blanchardstown, har filialer till DIT.
National College of Art and Design (NCAD) och Dun Laoghaire Institute of Art, Design and Technology (DLIADT) har utbildning och forskning inom konst, design och mediateknologi.
Det finns också andra specialiserade mindre högskolor, bland annat privata:
- Griffith College Dublin ligger i de tidigare Griffith Barracks på South Circular Road, utbildning finns inom bokföring, affärer, juridik, datorer, media, journalistik och design.
- The Gaiety School of Acting har en tvåårig utbildning inom skådespeleri och treårig grundläggande BA-titel i skådespeleri i samarbete med Dublin City University och Dublin Business School. Skolan ligger på Aungier Street.
- New Media Technology College erbjuder specialiserade kurser inom film, konst, informationsteknik, fotografering, interaktiv media och musikteknologi.

### Kriminalitet
Officiell statistik från An Garda Síochána för åren 2001-2005 visar att kriminaliteten i storstadsområdet är den högsta i landet. Under 1980-talet och 1990-talet svepte en heroinvåg över arbetarklassområdena, innerstaden och vidare ut till förorterna. Dublin hade 80 mordfall från 2004 till slutet av 2006. 32 var gängrelaterade. Under 2007 till mitten av juli hade 15 mord begåtts inom stadsgränserna, varav fyra gängrelaterade dödsskjutningar. Mord i Dublin från 1 januari 2004 till 20 juni 2007 skedde främst i de områden med högre kriminalitet.

### Massmedier
Dublin är centrum för både media och kommunikationer på Irland. Flera tidningar, radiostationer, tv-stationer och telefonbolag har sitt huvudkontor i staden. Radio Telefís Éireann (RTÉ) är Irlands nationella radio- och tv-bolag och har sina huvudkontor och studior i Donnybrook. TV3, Channel 6, City Channel och Setanta Sports är också baserade i Dublin.
Andra bolag baserade i Dublin är det nationella postbolaget An Post och telefonbolag som Eircom, Meteor, Vodafone och O2. Landets viktigaste tidningar såsom The Irish Times och Irish Independent finns också i staden.

### Litteratur, teater och konst

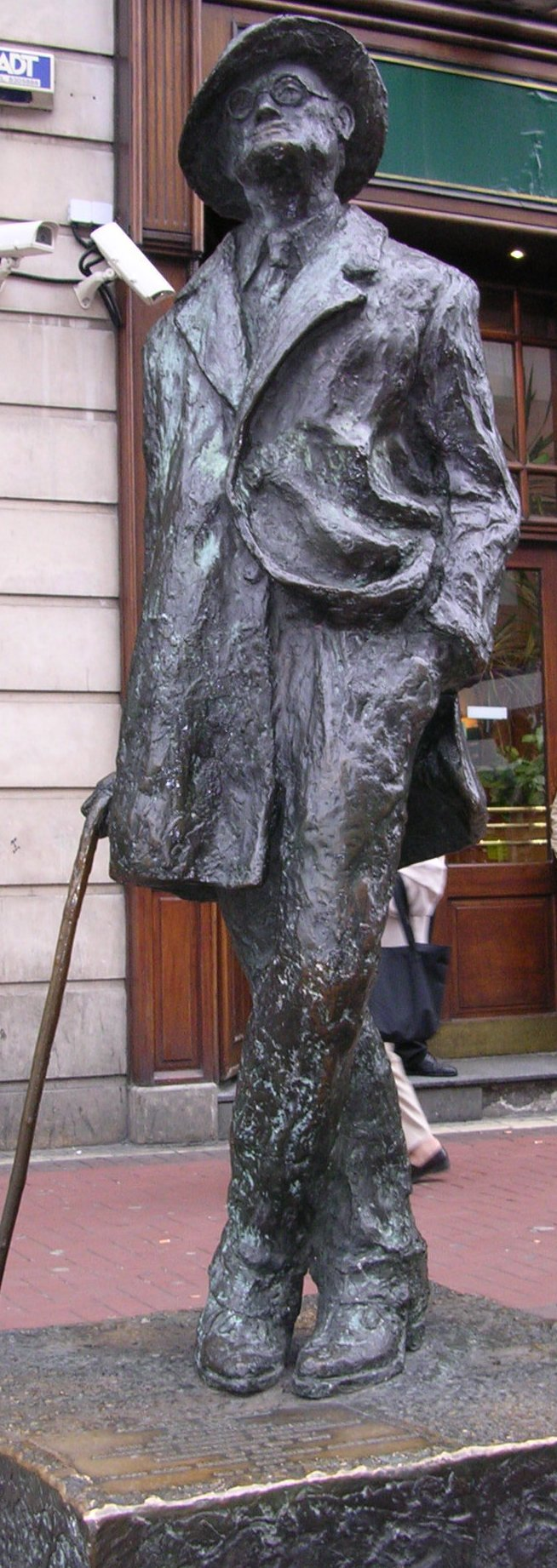
Staty av James Joyce på North Earl Street.

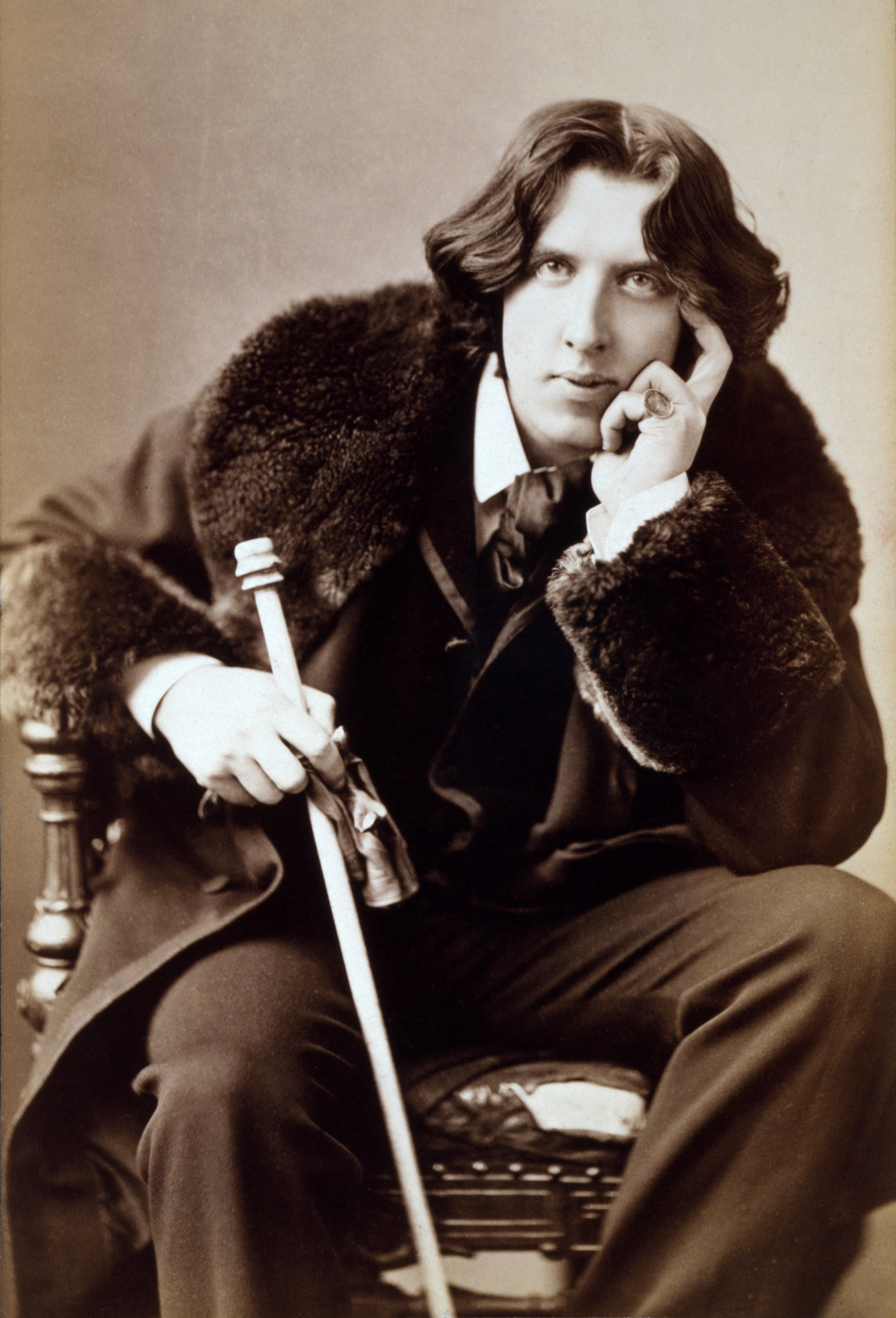
Oscar Wilde.

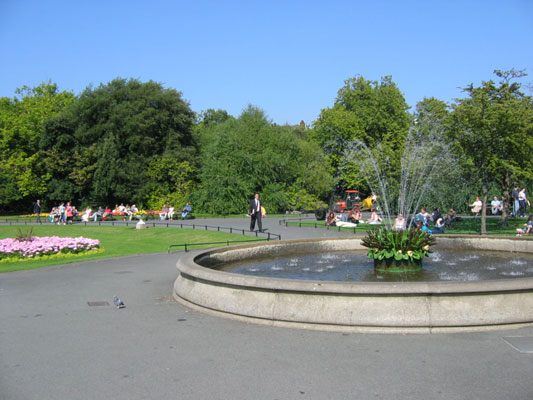
Lokal konst visas ibland runt St. Stephen's Green Park.

### Sport

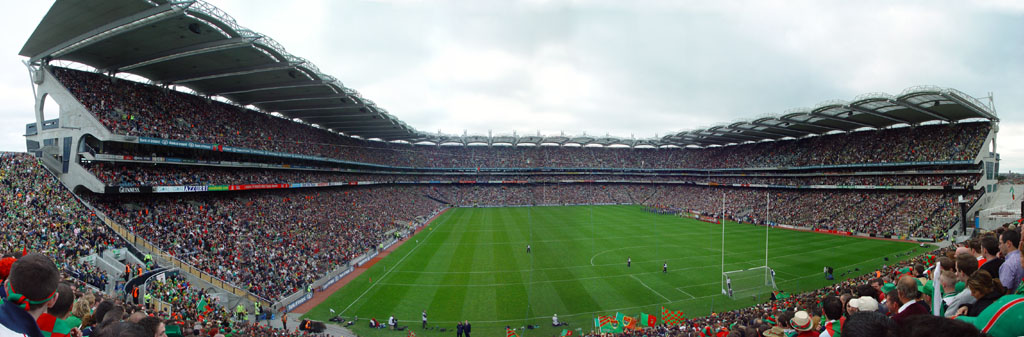
Croke Park, europeiska unionens fjärde största stadium och hem för Gaelic Athletic Association.

### Shopping

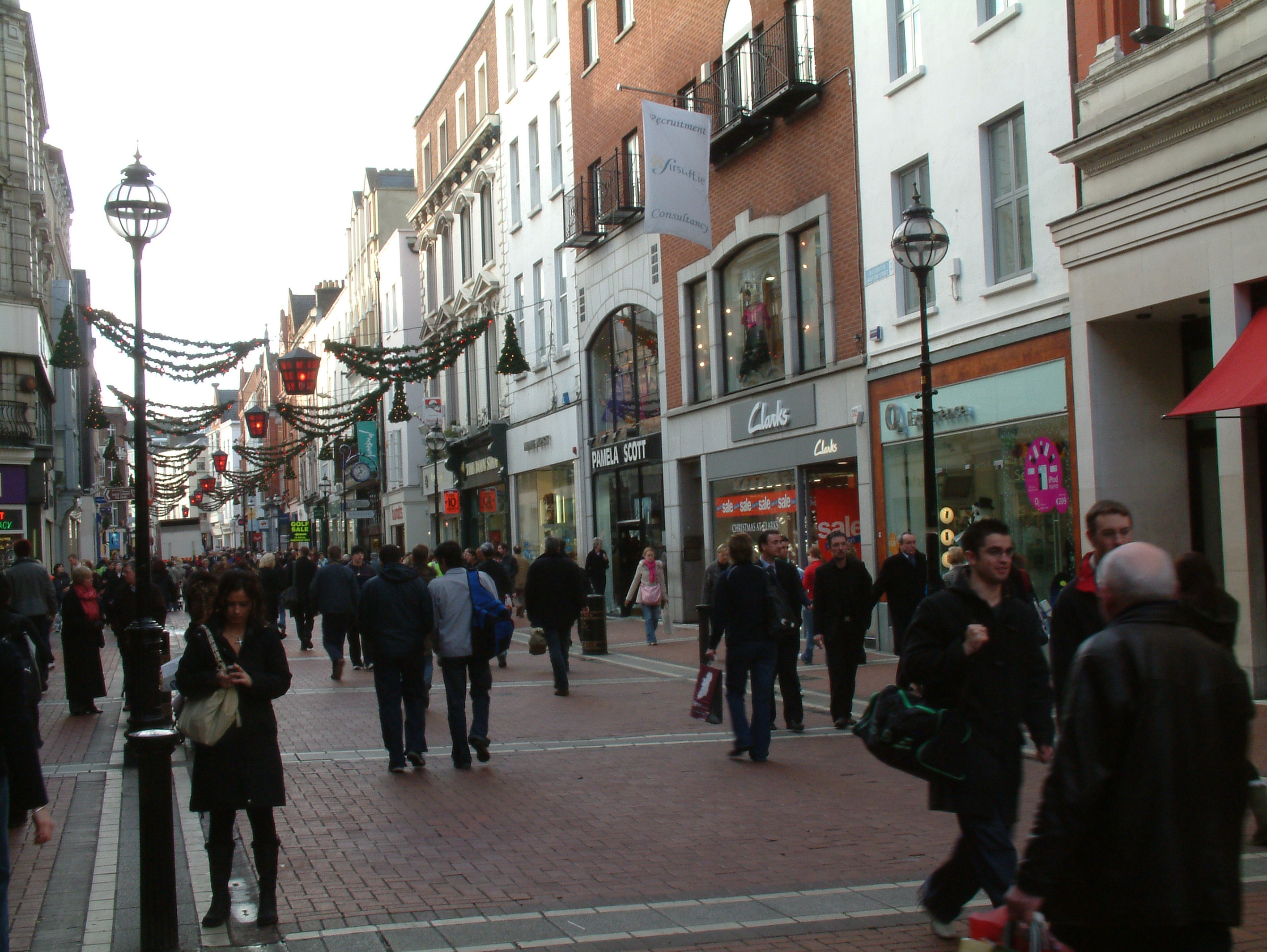
Grafton Street i Dublin är en populär shoppinggata.

### Multikulturella Dublin

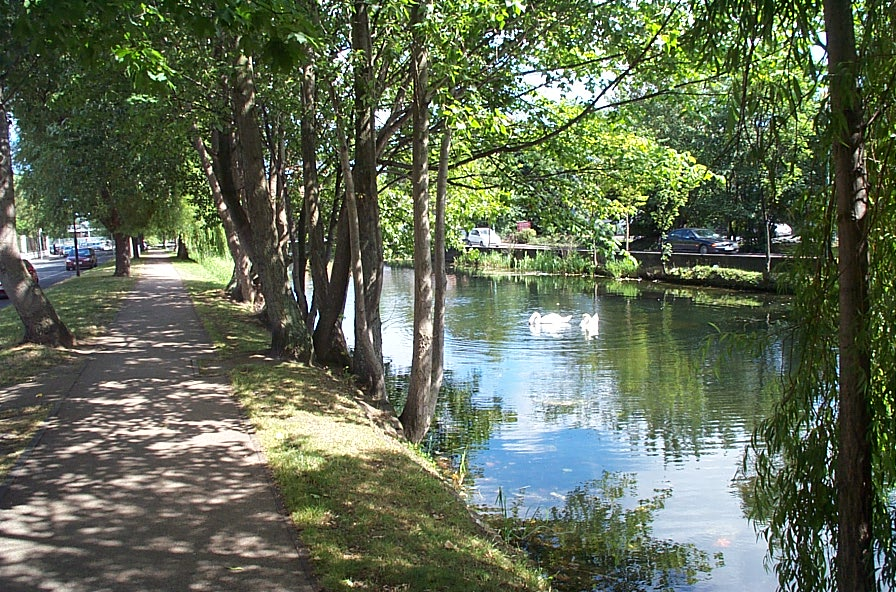
Grand Canal i Dublin.

### Nord- och sydsidan

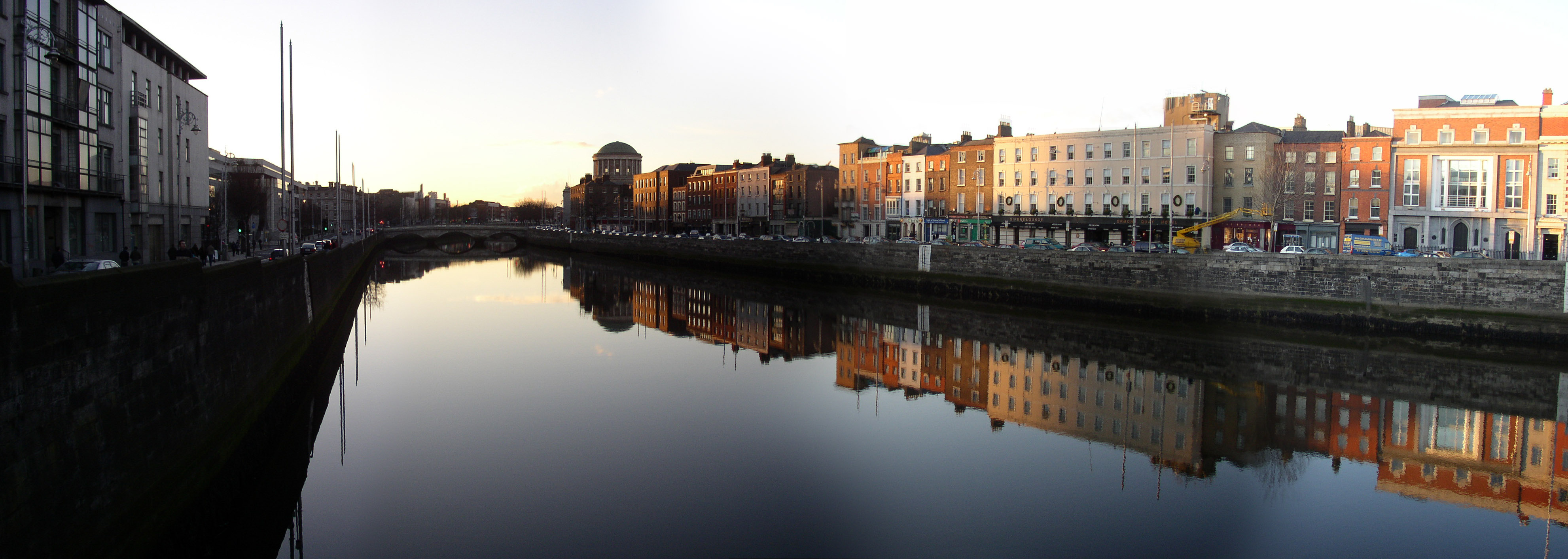
River Liffey delar staden i en nord- och sydsida.

## Kultur